# Tétradécan-1-ol
Le tétradécan-1-ol est un alcool primaire de la famille des alcools gras saturé. Sa formule brute est C14H30O. Il se présente sous la forme d'un solide cristallin blanc ; son odeur est caractéristique de celle des alcools gras. Le tétradécan-1-ol est pratiquement insoluble dans l'eau, légèrement soluble dans l'éthanol et soluble dans l'éther diéthylique.
Synonyme: Tétradécanol ou alcool myristylique (C14) (article Alcool gras)

## Fabrication
Le tétradécan-1-ol peut s'obtenir par la réduction d'un acide tétradécanoïque ou d'un ester d'acide gras (en) avec des réactifs tels que le tétrahydruroaluminate de lithium ou le sodium. La réduction de l'acide myristique donne l'alcool myristylique. (article Acide tétradécanoïque)

## Utilisation
Comme beaucoup d'autres alcools gras, le tétradécan-1-ol est utilisé dans les crèmes de beauté pour ses propriétés hydratantes. Il sert également d'intermédiaire réactionnel dans la synthèse d'autres produits tels que l'alcool sulfaté.

## Détection
La présence de tétradécan-1-ol peut être détectée par chromatographie en phase gazeuse.